# Maddalena Briganti
La Maddalena Briganti - cosiddetta poiché appartenuta al mercante d'arte Aldo Briganti, padre dello storico dell'arte Giuliano Briganti -, o più genericamente Maddalena penitente, è un dipinto di epoca barocca che dal 1992 fa parte delle raccolte del collezionista milanese Ruggero (Geo) Poletti.

## Storia
Del dipinto si sa molto poco e nulla della sua provenienza. Aldo Briganti lo alienò negli anni Sessanta; fu in seguito acquistato dal Paul Getty Museum che nel 1992 lo mise all'asta dove lo acquistò l'attuale proprietà.
Nebulosa è la vicenda attributiva. Dapprima assegnato a Guido Cagnacci, venne poi proposto da Giovanni Testori quale opera di un artista di scuola francese. In seguito si scoprì sul retro della tela la scritta PVGA il che fece pensare che l'opera potesse essere attribuita al pittore spagnolo Antonio de Puga. Quest'ultima ipotesi è ritenuta poco convincente da alcuni settori della critica che però trovano plausibile la provenienza ispanica del dipinto rispetto al quale si coglierebbero influenze di Diego Velázquez.
Nel catalogo della mostra L'enigma del reale (Roma, Palazzo Corsini, 2019-2020), si è coniata per il dipinto la paternità di un non ancora individuato Maestro della Maddalena Briganti - dal nome del primo proprietario noto dell'opera - artista presumibilmente di formazione spagnola proprio per il rilevato retaggio velazqueziano. Vittorio Sgarbi viceversa ipotizza l'appartenenza della tela a Giovanni Serodine.

## Descrizione e stile
L'opera è connotata da un forte naturalismo, elemento che per l'appunto ha fatto pensare ad una possibile provenienza spagnola, avvicinabile in particolare ai primi periodi di Velázquez.
Il corpo della giovane donna giace semidisteso contro un fondo roccioso interrotto solo da un piccolissimo brano di paesaggio nell'angolo destro della tela. La cupa atmosfera penitenziale è resa attraverso una variazione di toni bruni. Teschio, crocifisso e libro sacro completano l'iconografia dell'ex peccatrice pentita. Eppure il dipinto con ogni probabilità ha fini ulteriori all'edificazione spirituale del riguardante.
Lo lascia pensare l'accentuata sensualità della Maddalena, il cui seno dal giovanile turgore si offre pienamente allo sguardo dell'osservatore. In effetti la posizione frontale della santa - piuttosto inusuale in questo tipo di composizione, ove generalmente ella è assorta nella contemplazione della croce o del teschio - ha probabilmente proprio la funzione di facilitare quest'effetto visivo. Del resto esami radiografici della tela hanno evidenziato che la posizione della penitente, inizialmente più canonicamente rivolta al crocifisso, è stata modificata nel corso dell'esecuzione del dipinto.
Bellissima è l'espressione malinconica della Maddalena dal viso quasi adolescenziale che con ogni probabilità è il frutto di un ritratto dal vero. Dettaglio che rende la raffinatezza dell'esecuzione del volto è la lieve deformazione dei lineamenti all'altezza dello zigomo destro, prodotta dalla pressione della mano su cui la santa poggia la testa. 
Se davvero il quadro è opera di un pittore spagnolo si tratterebbe di uno dei pochissimi nudi femminili censibili nella pittura iberica del Seicento.